# Sigefredo Pacheco
Sigefredo Pacheco is een gemeente in de Braziliaanse deelstaat Piauí. De gemeente telt 9.846 inwoners (schatting 2009).